# Panorama (representatie)

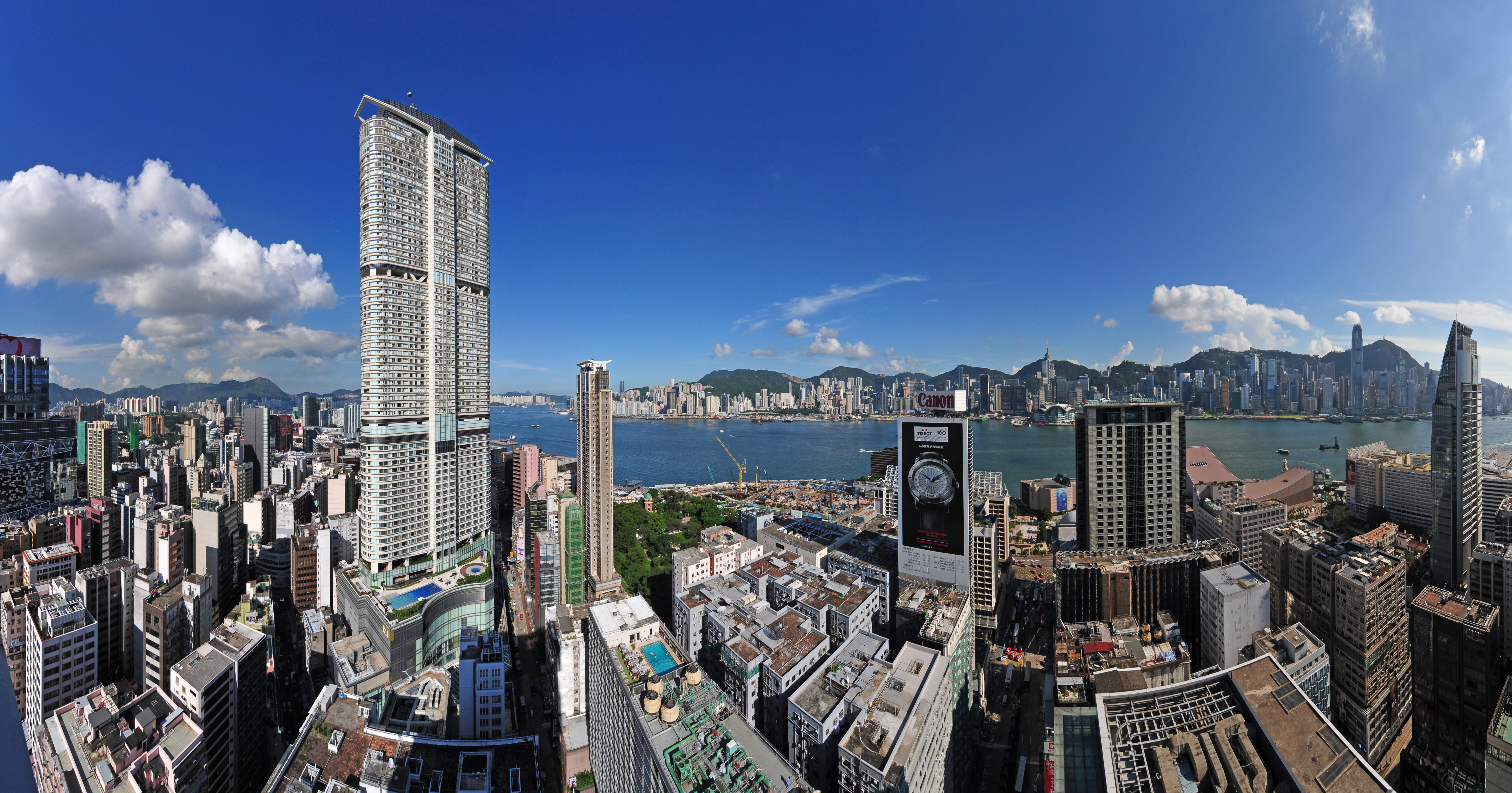
270° Hongkong

Een panorama (Grieks: παν} (pan) = alles, ὁραμα (horama) = schouwspel) is een groothoekig zicht of representatie van een fysieke ruimte, in de vorm van een schilderij, tekening, foto, film/video of een driedimensionaal model.

## Schilderijen
Het woord werd oorspronkelijk bedacht door de Ierse schilder Robert Barker om zijn panoramische schilderijen van Edinburgh te beschrijven. Ze werden getoond op een cilindrisch oppervlak en van binnenuit bekeken. In 1792 werden ze tentoongesteld in Londen als "The Panorama". 
In het midden van de 19e eeuw werden panoramische schilderijen en modellen een zeer populaire manier om landschappen en historische gebeurtenissen uit te beelden. Het publiek in Europa was in deze periode enthousiast door het aspect van de illusie, ondergedompeld in een draaiend 360-gradenpanorama en de indruk te staan in een nieuwe omgeving. De Nederlandse marine schilder Hendrik Willem Mesdag maakte en richtte de Panorama Mesdag op in Den Haag in 1881: een cilindervormig schilderij van meer dan 14 meter hoog en ongeveer 40 meter in diameter (120 meter in omtrek). In hetzelfde jaar van 1881 werd het Bourbaki-panorama gecreëerd in het Zwitserse Luzern dat een rond schilderij toont, gemaakt door Edouard Castres. Het schilderij is ongeveer 10 meter hoog bij een omtrek van 112 meter. Een ander voorbeeld is het Atlanta Cyclorama met een voorstelling van de veldslag van Atlanta ten tijde van de Amerikaanse Burgeroorlog. Het werd voor het eerst getoond in 1887 en is 13 meter hoog en 109 meter breed. Groter dan deze schilderijen is het Panorama van Racławice in het Poolse Wrocław, met afmetingen van 120 bij 15 meter.

## Foto's
Panoramafotografie verdrong al snel de schilderkunst als de meest voorkomende methode voor het creëren van een weids uitzicht.
Niet lang na de introductie van de Daguerreotypie in 1839 begonnen fotografen met de montage van meerdere afbeeldingen om een breed beeld weer te geven. In de late 19e eeuw werden er panoramisch camera's met gebogen filmhouders gebruikt met uurwerk om de lineaire afbeelding in een boog te creëren met een hoek van bijna 180 graden. Digitale fotografie van de late twintigste eeuw vereenvoudigde dat proces sterk en staat bekend als image stitching. Dergelijke beelden kunnen zelfs worden gevormd in de vorm van virtuele werkelijkheidfilms, met behulp van technologieën zoals QuickTime VR van Apple Inc., Flash, Java 3D of zelfs JavaScript. Een rotating line camera, zoals de Panoscan, maakt het mogelijk panoramische beelden van hoge resolutie op te nemen en elimineert de noodzaak om het beeld samen te voegen, maar meeslepende "sferische" panoramafilms (die voorzien zijn van een volledig 180° verticale kijkhoek en 360° rondom) moeten gemaakt worden door het samenvoegen van meerdere afbeeldingen. Het samenvoegen van beelden kan gebruikt worden om panoramische beelden van een extreem hoge resolutie te creëren.
In zeldzame gevallen kunnen 360° panorama-films vervaardigd worden voor speciaal ontworpen display-ruimtes, meestal in pretparken, wereldtentoonstellingen en musea. Vanaf 1955 heeft Disney 360°-theaters voor de pretparken en het Zwitsers Transport Museum in Luzern beschikt over een theater met een grote cilindervormige ruimte met een opstelling van schermen waarvan de bodem enkele meters boven de vloer is gesitueerd. Panoramische systemen die minder dan 360° rond zijn bestaan er ook, zoals Cinerama, dat gebruikmaakt van een gebogen scherm, en IMAX Dome / OMNIMAX films, die worden geprojecteerd op een koepel boven de toeschouwers.
Een laatste vorm van panoramische weergave is het digitaal in kaart brengen gegenereerd uit SRTM data. In deze schema's berekent een computer het panorama vanuit een bepaald punt. 

## Galerij

Een panorama van Beiroet daterend uit de 19e eeuw.

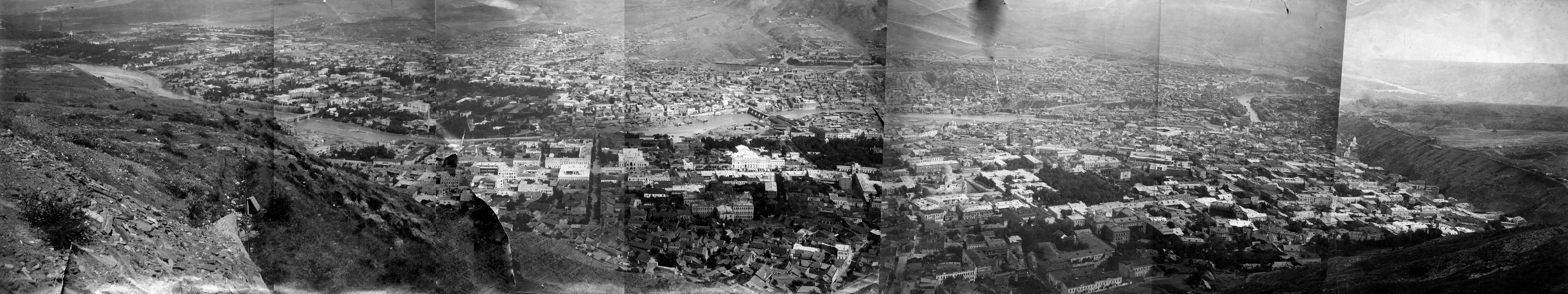
Een panorama van Tbilisi in de jaren 1900.

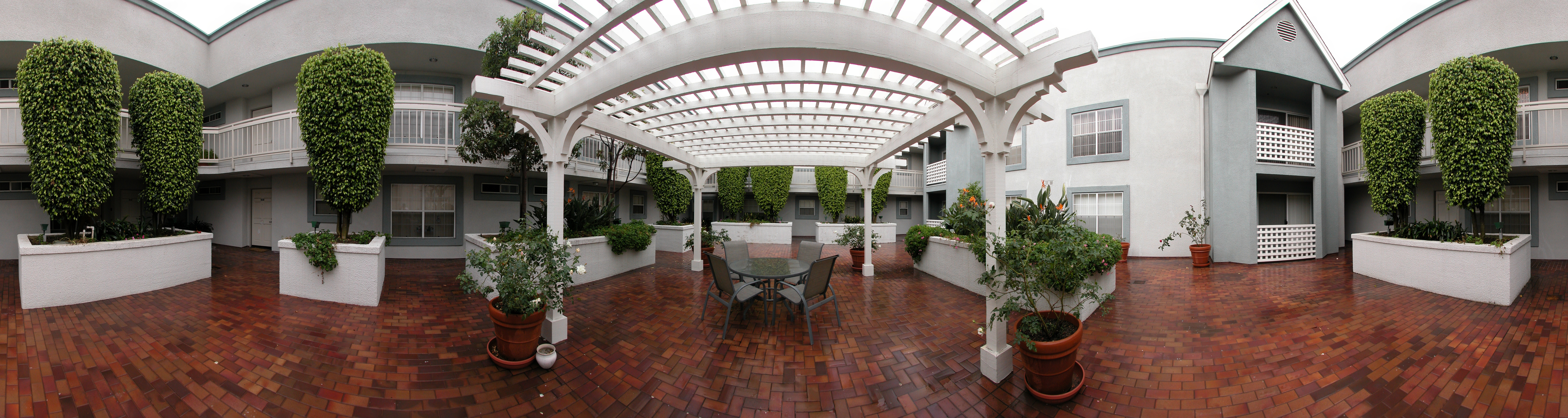
Een cilinderprojectie-panorama van meerdere samengevoegde afbeeldingen gebruik makend van PTGui.

Een panoramische foto van de haven van Byblos.

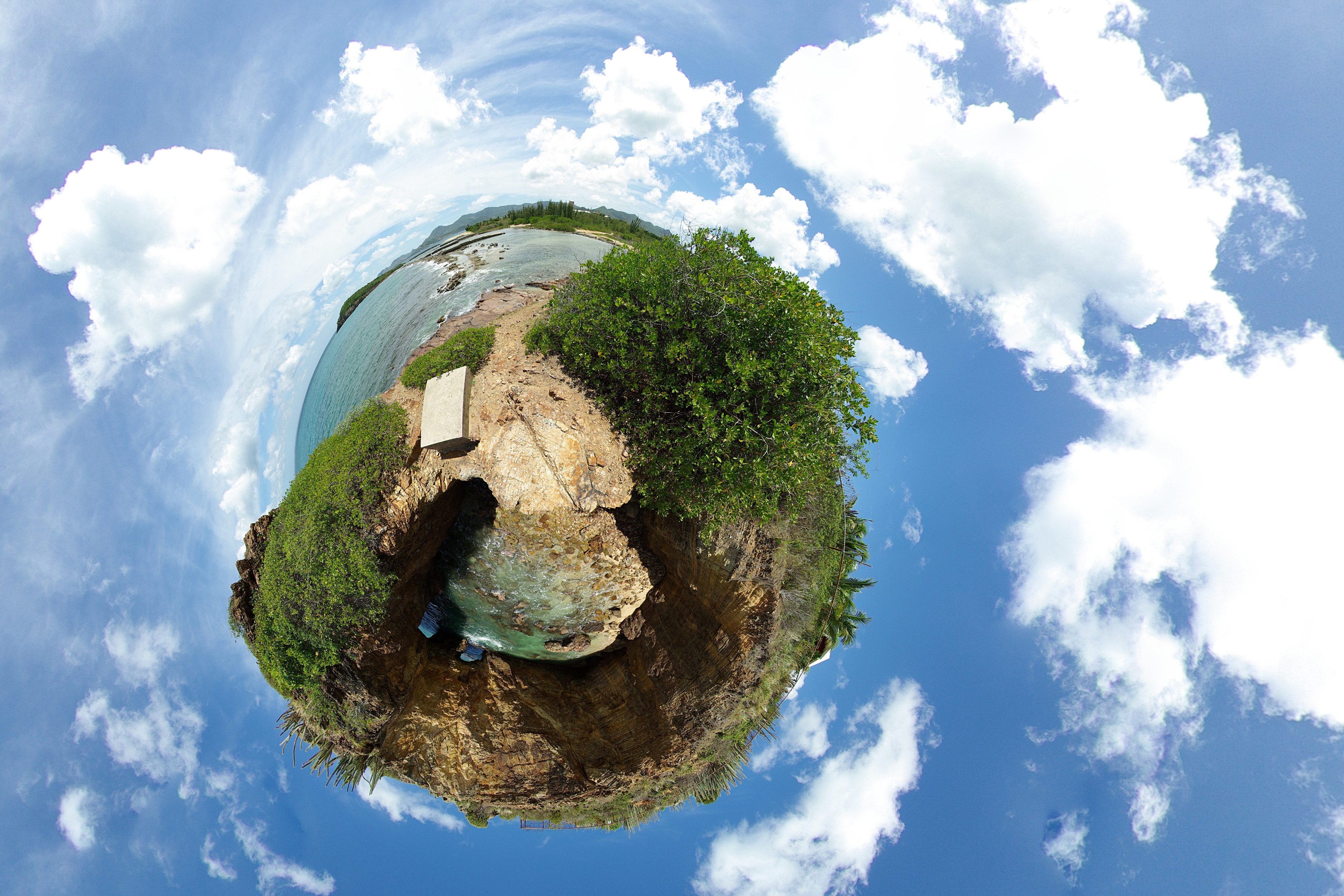
Een 360-gradenpanorama met stereografische projectie.